# کریستاپور آراراتیان
کریستاپور آرارتیان (آراراتوف) (ارمنی: (Քրիստափոր Գերասիմի Արարատյան (Արարատով؛ زاده ۱۸۷۶ – درگذشته ۱۰ دسامبر ۱۹۳۷) نظامی اهل ارمنستان بود که دومین وزیر دفاع این کشور شد.

## زندگی‌نامه
کریستاپور از پدر ارمنی و مادر روس در تفلیس متولد شد. پدر او کاراپت آراراتوف سرهنگ دوم ارتش شاهنشاهی روسیه بود. در سن ۱۰ سالگی وارد دانشکده افسری سپاه تفلیس شد. او بعد از ۷ سال آموزش در دانشکده میخائلوف در سن پترزبورگ با درجه ستوان دومی فارغ‌التحصیل شد. کریستاپور آراراتیان معروف به آراراتوف متخصص توپخانه بود و پیش از انتقال به قفقاز در سپاه رومانی خدمت می‌کرد. او فرمانده تیپ دوم توپخانه در نبرد سارداراباد بود.